# Ligne Keiō
Ne doit pas être confondu avec Ligne Keiyō.
La ligne Keiō (京王線, Keiō-sen) est la ligne ferroviaire principale de la compagnie Keiō au Japon. D'une longueur de 37,9 km, elle relie Shinjuku à Hachiōji dans la préfecture de Tokyo. C'est une ligne avec un fort trafic de trains de banlieue.

## Histoire
La portion de la Ligne Keiō entre Shinjuku et Chōfu a été ouverte en 1913. La ligne a été ensuite prolongée jusqu'à Hachiōji en 1925. En février 2018, le service Keiō liner est inauguré.
À partir de 2021, de grands travaux visant à surélever la ligne sur viaduc entre les gares de Kokuryo et Sasazuka, sont en cours de commencement. Cela vise à supprimer les passages à niveau (une quarantaine), doubler les quais et voies de certaines gares tout en les reconstruisant, aménager des gares routières et construire des "routes de liaison" (des avenues 1*1 ou 2*2 voies), le tout sans fermer la ligne.
Le séquençage des travaux est le suivant :
- acquisition des terrains sur un côté
- construction d'une route sur le terrain acquis.
- construction d'un demi viaduc (pour 1 voie entre la nouvelle route et la voie ferrée (emprise au sol faible).
- transfert d'un sens de circulation sur le viaduc
- construction du demi viaduc restant après démontage d'une voie originelle
- transfert de l'autre sens sur le viaduc, et démolition de la voie à niveau restante pour mise en place d'une route.

Finalement, le viaduc sera entouré par un axe 2*2 voies entourant des deux côtés le viaduc.
Fin des travaux vers 2030.

## Service

### Train de Banlieue
Comme beaucoup de lignes au Japon, la ligne Keiō est exploitée selon plusieurs services. Du plus omnibus au plus express :
- local (L)[3] ;
- rapide (R)[4] ;
- semi-express (SEX)[5] ;
- express (EX)[6] ;
- semi-spécial express (SSPEX)[7] ;
- spécial express (SPEX)[8] ;

### Train régional
Le service Keiō liner (KL) et un service particulier avec réservation des places. Contrairement aux autres trains de banlieue japonais, ses sièges ne sont pas des banquettes latérales, mais des places séparées longitudinalement. L'exploitation se fait exclusivement avec des Keiō série 5000 II spécialement aménagé. Les départs de Shinjuku se font toutes les heures pour les lignes Keiō et Sagamihara de 20H à minuit.

## Interconnexions

### Interconnexions actuelles
La ligne Keiō est interconnectée avec plusieurs lignes :
- la ligne nouvelle Keiō à Sasazuka (les trains continuent ensuite sur la ligne Shinjuku de la Toei jusqu'à Motayawata). Desservi en remplacement de Shinjuku par des services L, R, SEX, EX ;
- la ligne Sagamihara à Chōfu. Desservi en remplacement de Hachiōji par tous types de services possibles ;
- la ligne Takao à Kitano. Desservi en remplacement de Hachiōji par tous types de services sauf KL.

### Anciennes interconnexions
- la ligne Keibajō à Higashi-Fuchū.
- la ligne Dōbutsuen à Takahatafudō.

Ces deux lignes ne comportent que deux gares. Leurs exploitation est indépendante de la ligne Keiō.

## Exploitation
La moitié des trains de la ligne nouvelle Keiō s’arrêtant à Sasazuka sur deux voies séparées, la ligne est exploitée en moyenne par quinze trains par heure entre Shinjuku et Sasazuka, et six trains par heure en provenance de la ligne nouvelle Keiō. Il y a alors un train qui passe environ toutes les trois minutes dans les gares les plus importantes.

## Gares

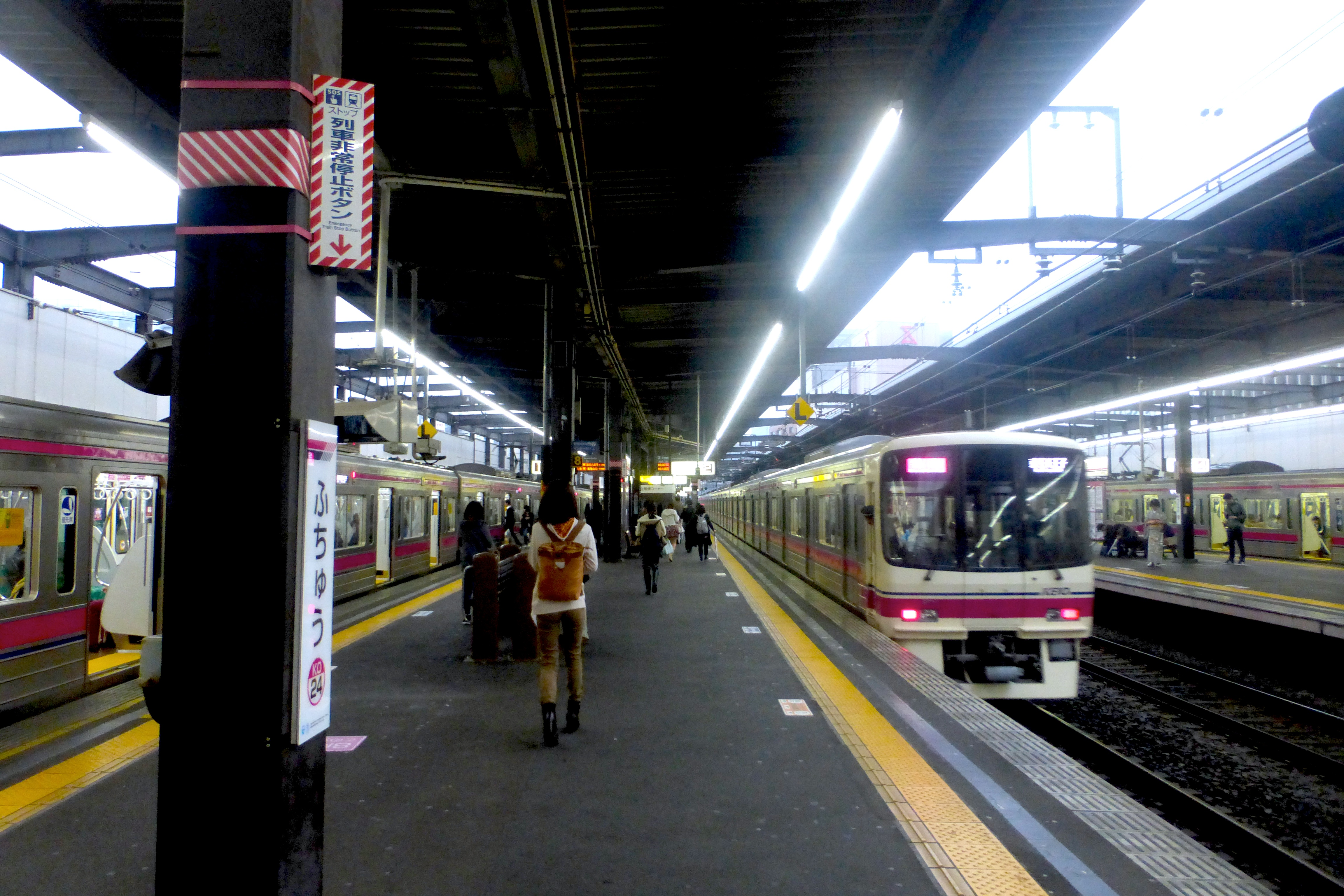
La ligne à Fuchū.

La ligne comporte 32 gares numérotées KO-01 et de KO-04 à KO-34.
Les trains locaux desservent toutes les gares.
- ● Désigne un service qui s’arrête à la gare ;
- ｜ Désigne un service qui passe à la gare sans marquer d'arrêt ;
- ◇ Désigne un service qui s'arrête à la gare lors d’événements particuliers.

| Numéro                                 | Gare                | Nom japonais | Distance (km) | R  | SEX | EX | SPSEX | SPEX | KL | Correspondances | Ville / Arrondissement |
| -------------------------------------- | ------------------- | ------------ | ------------- | -- | --- | -- | ----- | ---- | -- | --- | ---------------------- |
| KO-01                                  | Shinjuku            | 新宿         | 0             | ●  | ●   | ●  | ●     | ●    | ●  | Keiō : Nouvelle Keiō JR East : Chūō, Chūō-Sōbu, Shōnan-Shinjuku, Saikyō, Yamanote Odakyū : Odawara Tokyo Metro : Marunouchi Toei : Ōedo, Shinjuku | Tokyo / Shinjuku       |
| ↑ Interconnexion ligne nouvelle Keiō ↑ |                     |              |               |    |     |    |       |      |    | | Tokyo / Shinjuku       |
| KO-04                                  | Sasazuka            | 笹塚         | 3,6           | ●  | ●   | ●  | ●     | ｜   | ｜ | Keiō : Nouvelle Keiō (interconnexion) | Tokyo / Shibuya        |
| KO-05                                  | Daitabashi          | 代田橋       | 4,4           | ｜ | ｜  | ｜ | ｜    | ｜   | ｜ | | Tokyo / Setagaya       |
| KO-06                                  | Meidaimae           | 明大前       | 5,2           | ●  | ●   | ●  | ●     | ●    | ｜ | Keiō : Inokashira | Tokyo / Setagaya       |
| KO-07                                  | Shimo-Takaido       | 下高井戸     | 6,1           | ●  | ｜  | ｜ | ｜    | ｜   | ｜ | Tōkyū : Setagaya | Tokyo / Setagaya       |
| KO-08                                  | Sakurajōsui         | 桜上水       | 7,0           | ●  | ●   | ●  | ｜    | ｜   | ｜ | | Tokyo / Setagaya       |
| KO-09                                  | Kami-Kitazawa       | 上北沢       | 7,8           | ｜ | ｜  | ｜ | ｜    | ｜   | ｜ | | Tokyo / Setagaya       |
| KO-10                                  | Hachimanyama        | 八幡山       | 8,4           | ●  | ｜  | ｜ | ｜    | ｜   | ｜ | | Tokyo / Suginami       |
| KO-11                                  | Roka-Kōen           | 芦花公園     | 9,1           | ｜ | ｜  | ｜ | ｜    | ｜   | ｜ | | Tokyo / Setagaya       |
| KO-12                                  | Chitose-Karasuyama  | 千歳烏山     | 9,9           | ●  | ●   | ●  | ●     | ｜   | ｜ | | Tokyo / Setagaya       |
| KO-13                                  | Sengawa             | 仙川         | 11,5          | ●  | ●   | ｜ | ｜    | ｜   | ｜ | | Chōfu                  |
| KO-14                                  | Tsutsujigaoka       | つつじヶ丘   | 12,5          | ●  | ●   | ●  | ｜    | ｜   | ｜ | | Chōfu                  |
| KO-15                                  | Shibasaki           | 柴崎         | 13,3          | ｜ | ｜  | ｜ | ｜    | ｜   | ｜ | | Chōfu                  |
| KO-16                                  | Kokuryō             | 国領         | 14,2          | ｜ | ｜  | ｜ | ｜    | ｜   | ｜ | | Chōfu                  |
| KO-17                                  | Fuda                | 布田         | 14,9          | ◇  | ◇   | ◇  | ◇     | ◇    | ｜ | | Chōfu                  |
| KO-18                                  | Chōfu               | 調布         | 15,5          | ●  | ●   | ●  | ●     | ●    | ｜ | Keiō : Sagamihara (interconnexion) | Chōfu                  |
| ↓ Interconnexion ligne Sagamihara ↓    |                     |              |               |    |     |    |       |      |    | | Chōfu                  |
| KO-19                                  | Nishi-Chōfu         | 西調布       | 17,0          | ●  | ｜  | ｜ | ｜    | ｜   | ｜ | | Chōfu                  |
| KO-20                                  | Tobitakyū           | 飛田給       | 17,7          | ●  | ◇   | ◇  | ◇     | ◇    | ｜ | | Chōfu                  |
| KO-21                                  | Musashinodai        | 武蔵野台     | 18,8          | ●  | ｜  | ｜ | ｜    | ｜   | ｜ | Seibu : Tamagawa (à Shiraitodai) | Fuchū                  |
| KO-22                                  | Tama-Reien          | 多磨霊園     | 19,6          | ●  | ｜  | ｜ | ｜    | ｜   | ｜ | | Fuchū                  |
| KO-23                                  | Higashi-Fuchū       | 東府中       | 20,4          | ●  | ●   | ●  | ◇     | ◇    | ｜ | Keiō : Keibajō | Fuchū                  |
| KO-24                                  | Fuchū               | 府中         | 21,9          | ●  | ●   | ●  | ●     | ●    | ●  | | Fuchū                  |
| KO-25                                  | Bubaigawara         | 分倍河原     | 23,1          | ●  | ●   | ●  | ●     | ●    | ●  | JR East : Nambu | Fuchū                  |
| KO-26                                  | Nakagawara          | 中河原       | 24,7          | ●  | ●   | ｜ | ◇     | ｜   | ｜ | | Fuchū                  |
| KO-27                                  | Seiseki-Sakuragaoka | 聖蹟桜ヶ丘   | 26,3          | ●  | ●   | ●  | ●     | ●    | ●  | | Tama                   |
| KO-28                                  | Mogusaen            | 百草園       | 28,0          | ●  | ●   | ◇  | ◇     | ◇    | ｜ | | Hino                   |
| KO-29                                  | Takahatafudō        | 高幡不動     | 29,7          | ●  | ●   | ●  | ●     | ●    | ●  | Keiō : Dōbutsuen Monorail Tama Toshi | Hino                   |
| KO-30                                  | Minmidaira          | 南平         | 32,1          | ●  | ●   | ｜ | ｜    | ｜   | ｜ | | Hino                   |
| KO-31                                  | Hirayamajoshi-Kōen  | 平山城址公園 | 33,4          | ●  | ●   | ｜ | ｜    | ｜   | ｜ | | Hino                   |
| KO-32                                  | Naganuma (ja)       | 長沼         | 34,9          | ●  | ●   | ｜ | ｜    | ｜   | ｜ | | Hachiōji               |
| KO-33                                  | Kitano              | 北野         | 36,1          | ●  | ●   | ●  | ●     | ●    | ●  | Keiō : Takao (interconnexion) | Hachiōji               |
| ↓ Interconnexion ligne Keiō Takao ↓    |                     |              |               |    |     |    |       |      |    | | Hachiōji               |
| KO-34                                  | Keiō-Hachiōji       | 京王八王子   | 37,9          | ●  | ●   | ●  | ●     | ●    | ●  | JR East : Chūō, Hachikō, Yokohama (à Hachiōji) | Hachiōji               |

Les gares en gras peuvent servir de terminus pour certains trains.

## Matériel roulant
La ligne est parcourue par les trains des compagnies Keiō et Toei.

### Matériel actuel
Les trains sont constitués pour la majorité de huit ou dix voitures de 20 m chacune pour une longueur totale comprise entre 160 et 200 m de long.

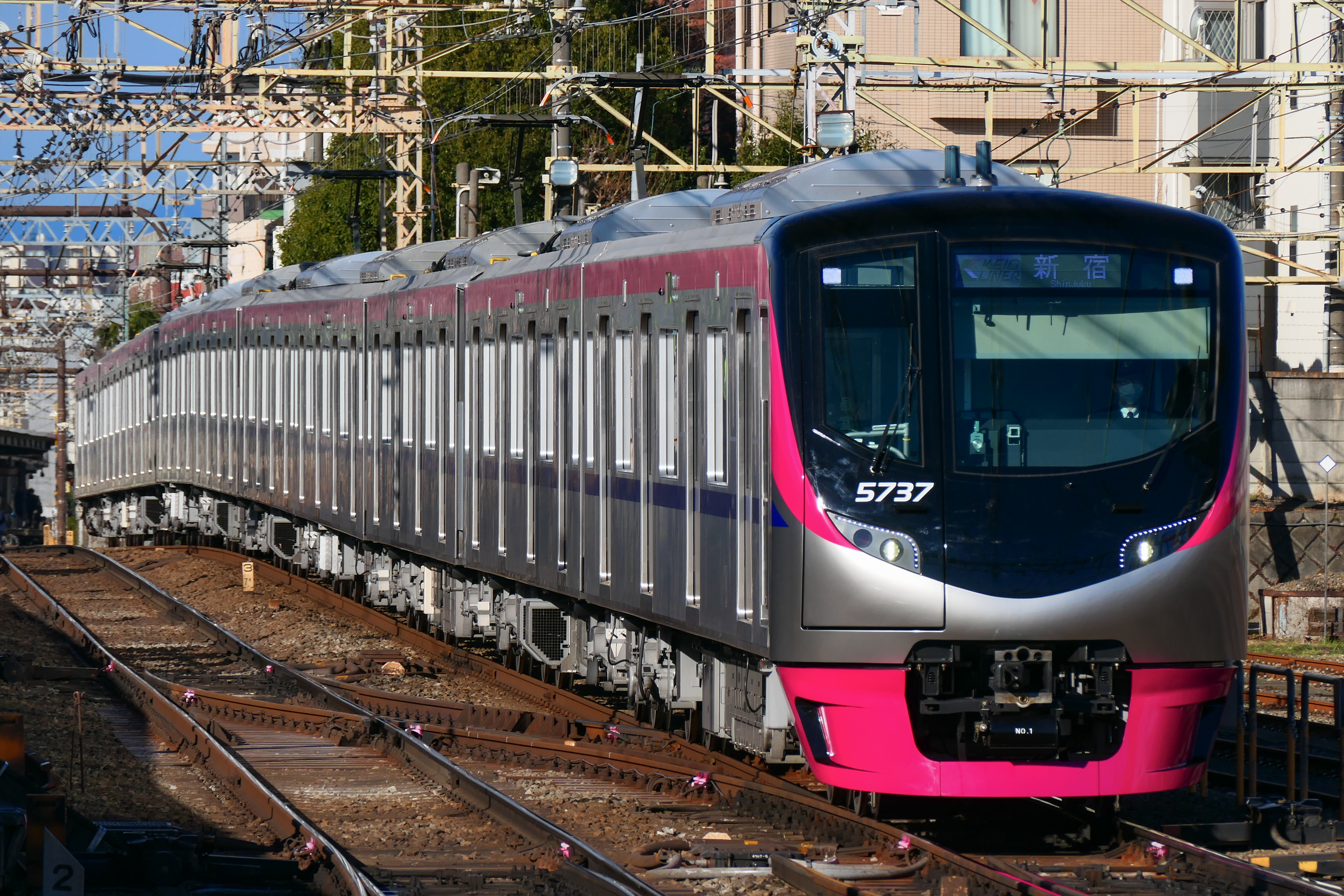
Keiō série 5000 II
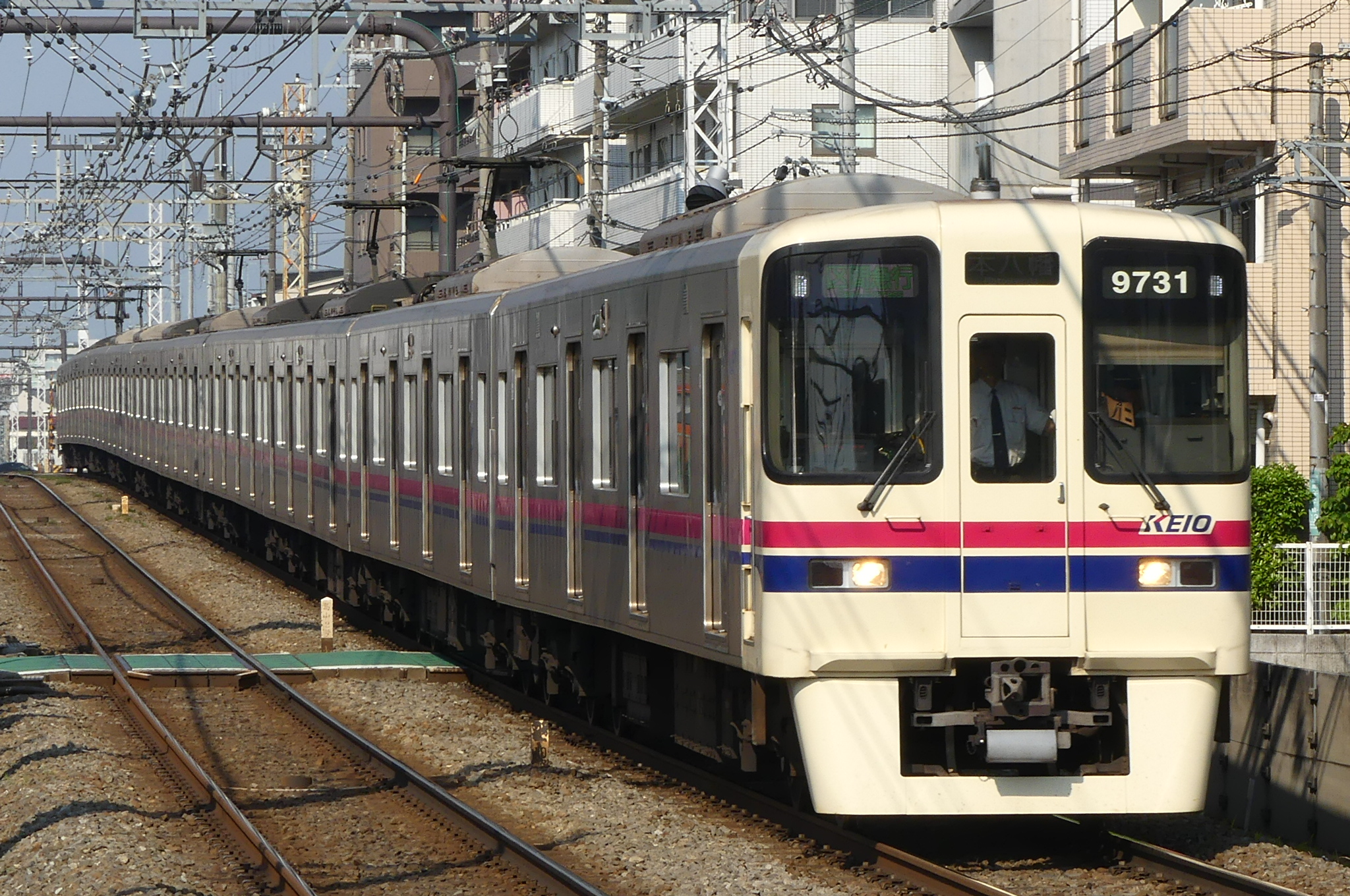
Keiō série 9000
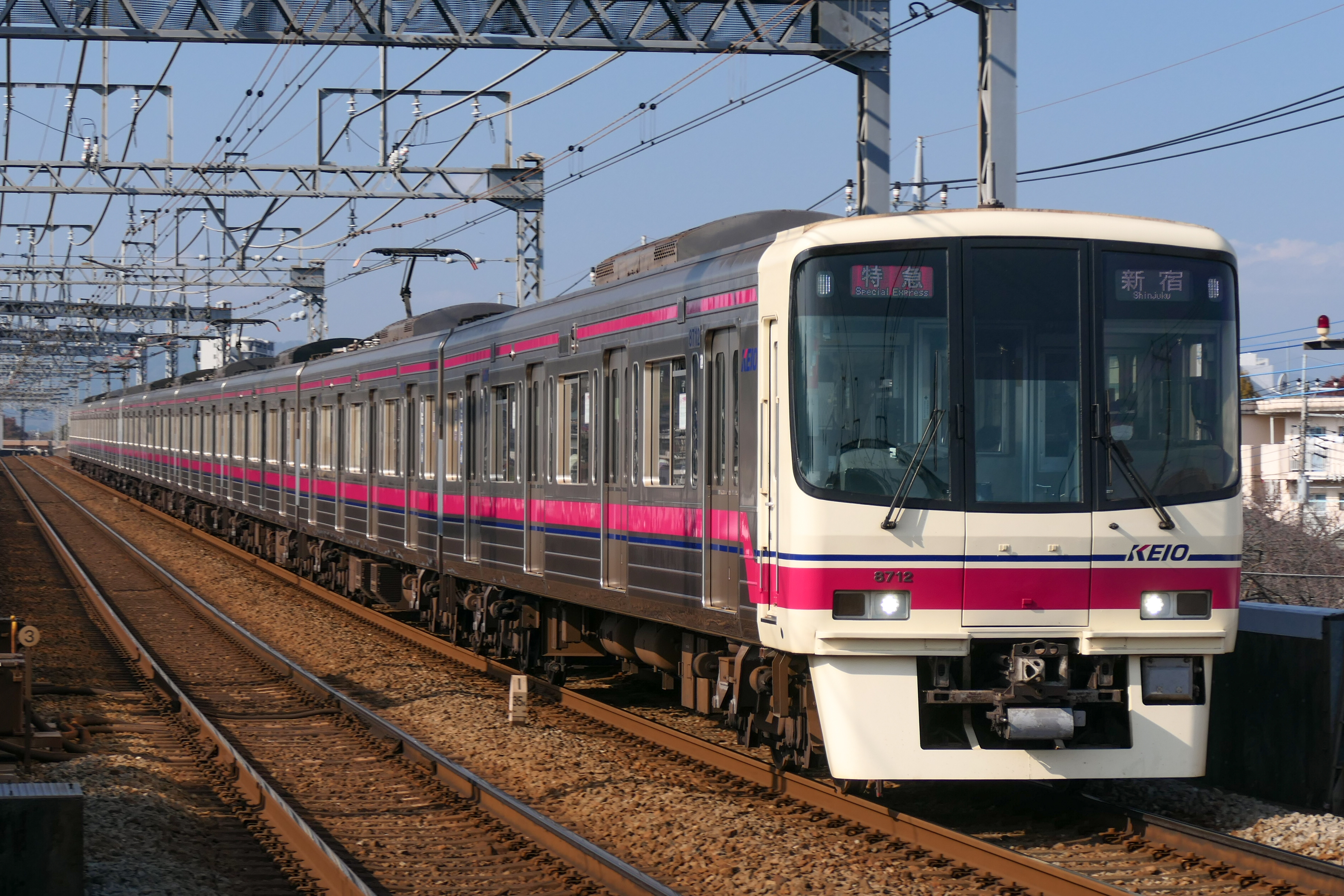
Keiō série 8000
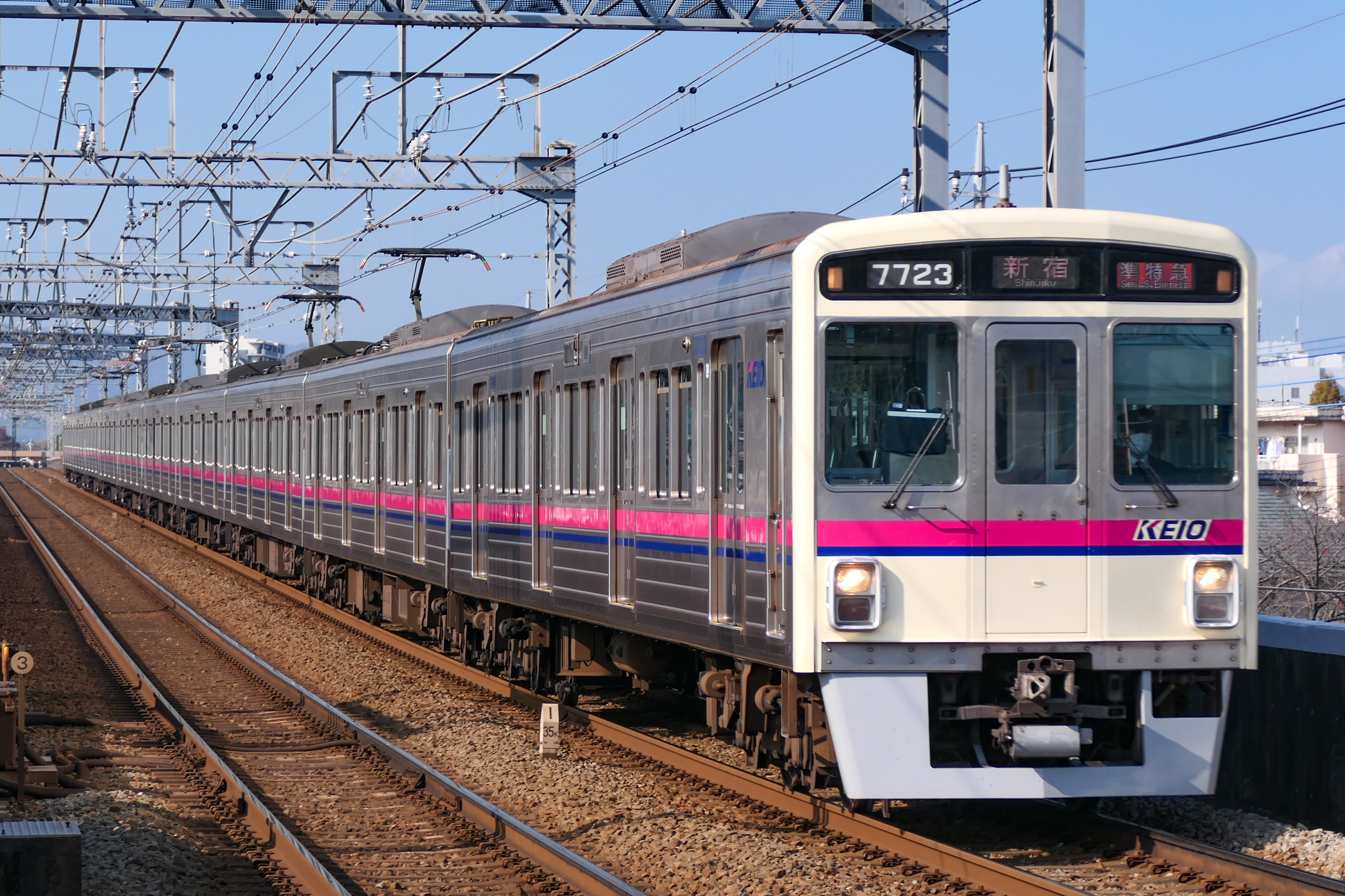
Keiō série 7000
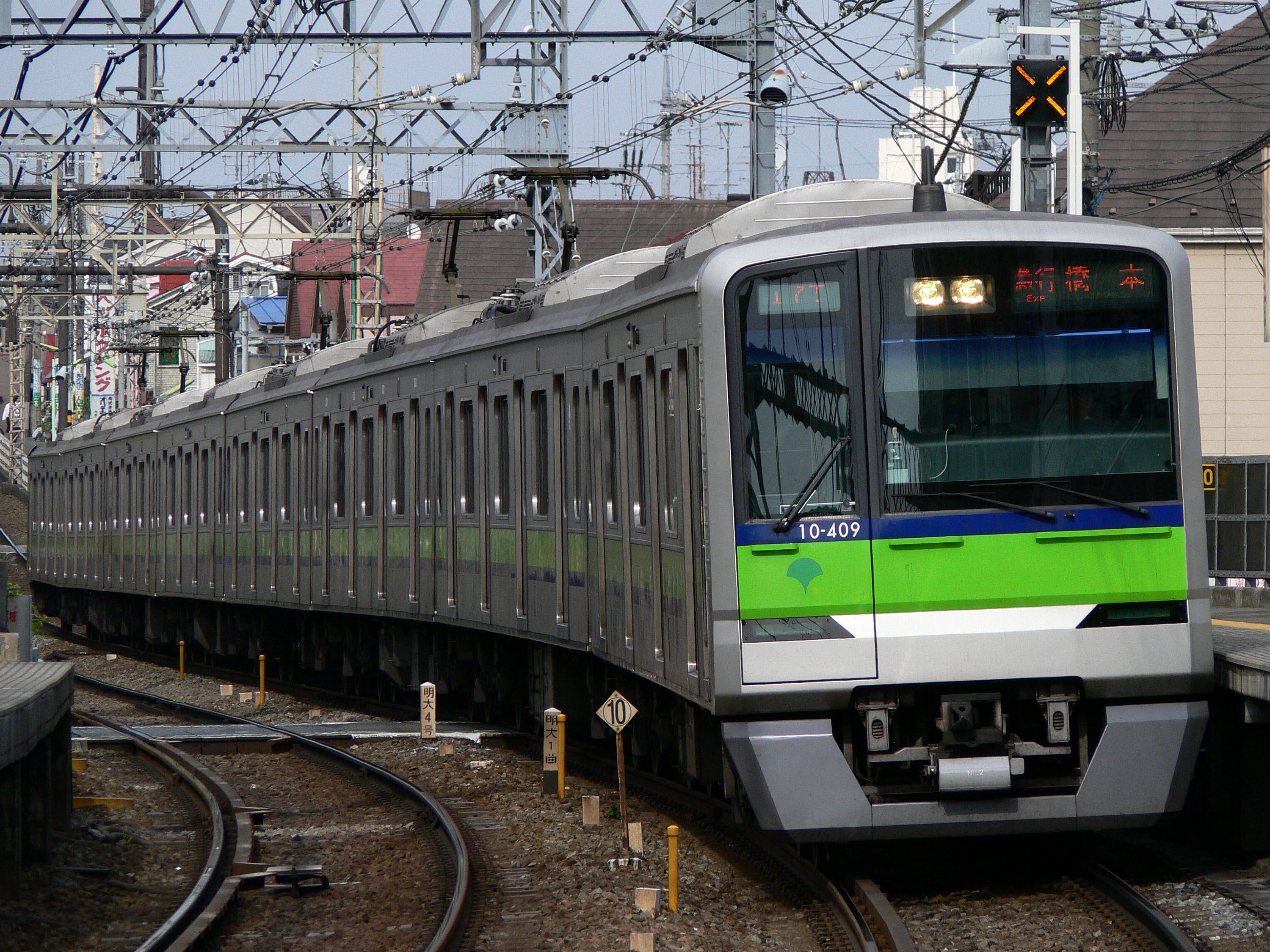
Toei série 10-300

### Matériel retiré

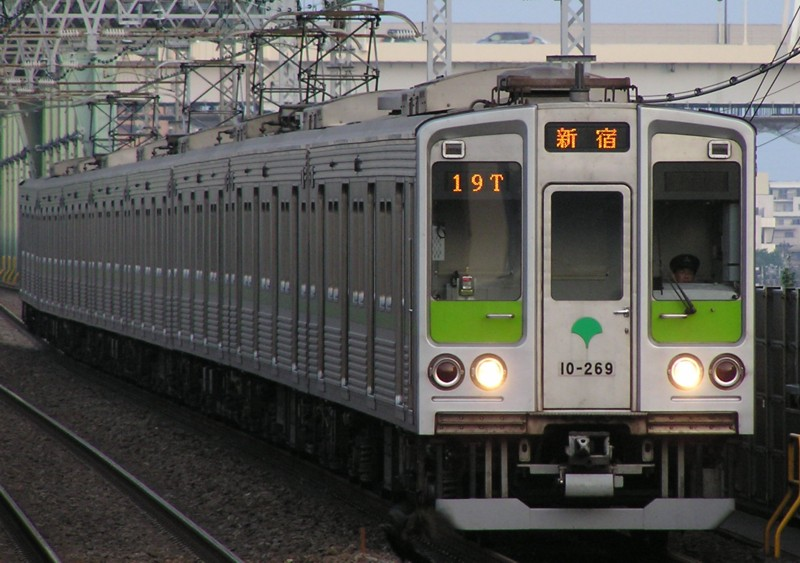
Toei série 10-000 (retiré en 2018).